# Vads distrikt
Vads distrikt är ett distrikt i Skövde kommun och Västra Götalands län. 
Distriktet ligger nordost om Skövde. 

## Tidigare administrativ tillhörighet
Distriktet inrättades 2016 och utgörs av socknen Vad i Skövde kommun.
Området motsvarar den omfattning Vads församling hade vid årsskiftet 1999/2000.